# Callilepis schuszteri
Espèce
Synonymes
- Gnaphosa schuszteri Herman, 1879
- Pythonissa flavitarsis Simon, 1880
- Callilepis bipunctata Yaginuma, 1960

Callilepis schuszteri est une espèce d'araignées aranéomorphes de la famille des Gnaphosidae.

## Distribution
Cette espèce se rencontre en écozone paléarctique, de l'Europe au Japon.

## Description
Les mâles mesurent 3,77 mm en moyenne et les femelles 5,37 mm.
Les mâles mesurent de 3,4 à 5 mm et les femelles de 4,7 à 6,9 mm.

## Systématique et taxinomie
Cette espèce a été décrite sous le protonyme Gnaphosa schuszteri par Herman en 1879. Elle est placée dans le genre Callilepis par Chyzer et Kulczyński en 1897.

## Publication originale
- Herman, 1879 : Magyarország pók-faunája. Budapest, vol. 3, p. 1-394.